# Iglesia de Nuestro Padre Jesús Nazareno (Valladolid)
La iglesia de Nuestro Padre Jesús Nazareno es un templo moderno ubicado en el centro de la ciudad española de Valladolid.

## Historia
La iglesia está vinculada a la Cofradía Penitencial de Nuestro Padre Jesús Nazareno, una de las cofradías penitenciales históricas de Valladolid. La cofradía se fundó en 1596 e inicialmente se instaló en el convento de San Agustín, hasta que en 1651 rompió con el convento y comenzó a construir su propia iglesia de Nuestro Padre Jesús Nazareno, en su ubicación actual junto a la Plaza Mayor e inaugurada el 3 de abril de 1676.
Esa iglesia sufrió un incendio en 1799, perdiendo varias obras y requiriendo actuaciones de blanqueamiento en el interior. De esta época datan las pinturas en las pechinas, obra del pintor Leonardo Araujo.
En el siglo XIX se produjo una remodelación del entorno de la Plaza Mayor vallisoletana, con el ensanchamiento de la calle del Peso y la posterior construcción del mercado del Val. Para mejorar la comunicación entre la plaza y el nuevo mercado, en 1880 se planeó derribar la iglesia, si bien finalmente el arquitecto municipal Joaquín Ruiz Sierra optó por seccionar la parte delantera del templo y erigir una nueva fachada en ladrillo, cuyas obras finalizaron en 1885.